# Jiří Čejka (politik ČSSD)
Jiří Čejka (* 22. února 1955 Brno) je český politik a regionální historik, v letech 2002 až 2022 starosta městské části Brno-Vinohrady, bývalý člen ČSSD.

## Život
Je vystudovaný historik, zabývá se regionálními dějinami jižní Moravy 19. a 20. století a dějinami školství.
Jiří Čejka žije v Brně v místní části Vinohrady. Je ženatý a má dvě děti.

## Politické působení
V roce 1989 vstoupil do ČSSD. V první polovině 90. let byl členem městského výkonného výboru strany v Brně, v letech 1989 až 1995 byl navíc členem historické komise při městském výkonném výboru. Dále byl členem výboru místní organizace ČSSD Brno-Vinohrady, jemuž v letech 2002 až 2005 předsedal.
Do komunální politiky vstoupil, když byl v komunálních volbách v roce 1994 zvolen za ČSSD zastupitelem městské části Brno-Vinohrady. Mandát pak obhájil ve volbách v letech 1998, 2002, 2006, 2010 a 2014. Ve všech volbách od roku 1998 byl lídrem kandidátky ČSSD. Od listopadu 2002 byl také starostou městské části Brno-Vinohrady.
V komunálních volbách v roce 1994 kandidoval také za ČSSD do Zastupitelstva města Brna, ale neuspěl. Do zastupitelstva se nedostal ani v letech 1998, 2002 a 2014 (ve volbách 2006 a 2010 do velkého brněnského zastupitelstva nekandidoval).
Ve volbách do Poslanecké sněmovny PČR v roce 2006 kandidoval za ČSSD v Jihomoravském kraji, ale neuspěl.
Ve volbách do Senátu PČR v roce 2004 kandidoval za ČSSD v obvodu č. 58 – Brno-město. Získal 14,07 % hlasů a skončil na 4. místě. O 12 let později se snažil uspět ve stejném obvodu znovu, když ve volbách do Senátu PČR v roce 2016 kandidoval opět za ČSSD. Se ziskem 14,13 % hlasů skončil na 3. místě a do druhého kola nepostoupil.
Před komunálními volbami v roce 2018 z ČSSD vystoupil a do Zastupitelstva městské části Brno-Vinohrady kandidoval z pozice nestraníka jako lídr uskupení "Jiří Čejka s občany pro Vinohrady". Mandát zastupitele městské části obhájil a v polovině listopadu 2018 se již po páté stal starostou městské části Brno-Vinohrady.
V komunálních volbách v roce 2022 byl opět z pozice lídra kandidátky subjektu „Jiří Čejka s občany pro Vinohrady“ zvolen jakožto nezávislý zastupitelem městské části Brno-Vinohrady. Nepodařilo se mu však vyjednat účast jeho strany v nové koalici a v polovině října 2022 jej tak ve funkci starosty vystřídala Jitka Ivičičová.
V krajských volbách v září 2024 kandiduje jako nestraník za hnutí SOM v rámci uskupení „NESTRANÍCI PRO JIŽNÍ MORAVU“ (tj. hnutí SOM a hnutí Nestranici2024.cz) do Zastupitelstva Jihomoravského kraje.